# Zespół dyskoneksji
Zespół dyskoneksji (ang. disconnection syndrome) – koncepcja teoretyczna wprowadzona przez Normana Geschwinda, obejmująca zespoły zaburzeń związanych z uszkodzeniami szlaków kojarzeniowych włókien nerwowych. 
Włókna nerwowe mogą mieć różnego rodzaju charakter w zależności od tego jakie informacje są przenoszone. Szlaki kojarzeniowe (asocjacyjne) mogą przebiegać w obrębie jednej półkuli (wewnątrzpółkulowe) lub między dwiema półkulami (międzypółkulowe, spoidłowe).
Pola recepcyjne nie mają połączeń między sobą tylko połączenia do nowej kory okolicami asocjacyjnymi. Okolice asocjacyjne w obrębie każdego zmysłu, każdej okolicy wysyłają sygnały do innych okolic asocjacyjnych tej samej półkuli i do przeciwnej (integracja). Okolice asocjacyjne łączą się już ze sobą za pośrednictwem włókien asocjacyjnych kojarzeniowych w obrębie jednej półkuli i między dwiema. W ramach integracji międzypółkulowej są połączenia między okolicami asocjacyjnymi prawej i lewej półkuli i te są czasem bardzo długie (to długie pęczki, włókna kojarzeniowe) łączą odległe okolice mózgowe ale tylko okolice asocjacyjne (nie recepcyjne, nie percepcyjne).
Wyróżnienie dyskoneksji trzech rodzajów: 
- wewnątrzpółkulowa (afazja przewodzenia)
- międzypółkulowa (apraksja spoidłowa)
- złożona (oba rodzaje połączeń zostają zerwane)